# Kesa-gatame
Kesa-gatame zijn judotechnieken behorend tot de houdgrepen osea-komi-waza.
Door houdgrepen wordt de geworpen Uke op de vloer in rugligging gefixeerd (gecontroleerd). Door Tori goed uitgevoerd is het voor Uke vrijwel onmogelijk zich uit een houdgreep te bevrijden.

## Score
De score voor een houdgreep, aangekondigd door de scheidsrechter als oseakomi, is sinds de nieuwe IJF wedstrijdregels 2013 als volgt:
- Ippon: Als 20 seconden zijn bereikt.
- Waza-ari: Van 15 tot 20 seconden.
- (Yuko: Was van 10 tot 15 seconden. Deze score is in de herziende judoregels (wereldwijd) komen te vervallen.)
- (Koka: Deze score is in de herziende judoregels (wereldwijd) komen te vervallen.)

## Kesa-gatame groep
Deze omvat 5 houdgrepen met flankcontrole te weten:
- Kata kesa gatame

- Hon kesa gatame

- Kuzure kesa gatame

- Makura kesa gatama

- Kuzure makure kesa gatame

## Andere houdgrepen
Naast de houdgrepen met flankcontrole bestaan in het judo, ingedeeld conform het Kawashi systeem:
- Houdgrepen met hoge 4-punt controle:
  - kami shiho gatame
  - gyaku kesa gatame

- Houdgrepen met zijwaartse 4-punt controle:
  - mune gatame
  - yoko shiho gatame
  - kuzure yoko shiho gatame

- Houdgrepen met boven 4-punt controle:
  - tate shiho gatame